# Supper club
En supper club är en middagsklubb där främmande människor träffas och äter middag till självkostnadspris. Vid varje tillfälle en supper club anordnas utlyses antal platser och kostnad, och först till kvarn gäller med anmälan via mail. En supper club är alltså inte en restaurang, och drivs inte i vinstsyfte, utan syftar till att mötas, ha trevligt och dela historier med främlingar.
Trenden startade i Los Angeles under tidigt 00-tal, och idag i Stockholm blommar ett flertal supper clubs upp.